# 米卡埃尔·伦贝里
米卡埃尔·伦贝里（瑞典語：Mikael Renberg，1972年5月5日—），瑞典男子冰球运动员，场上位置是前锋。他曾代表瑞典国家队参加1998年和2002年冬季奥林匹克运动会冰球比赛，均获得第五名。